# Jan van Brabant College

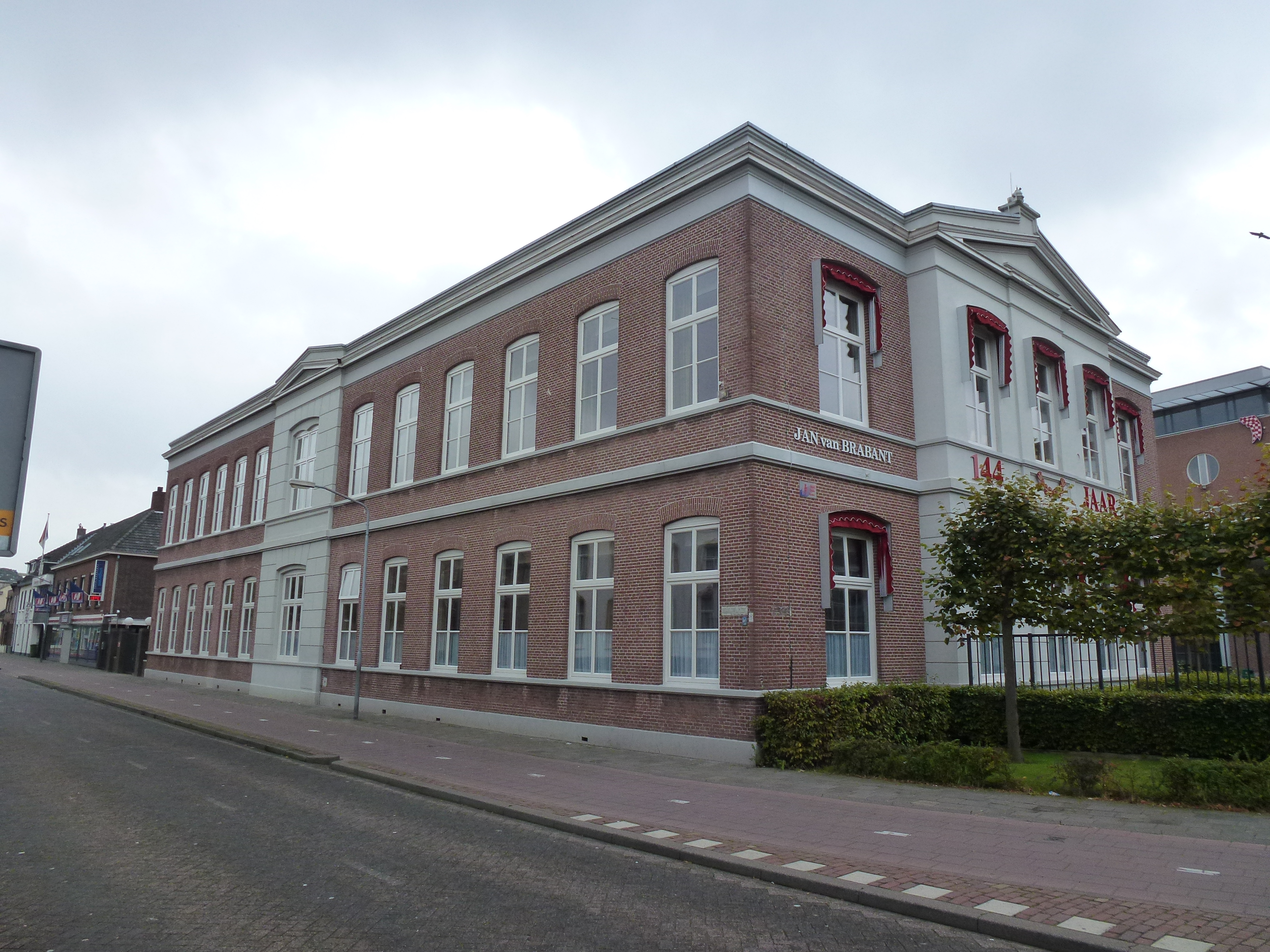
Jan van Brabant College (1866) Molenstraat

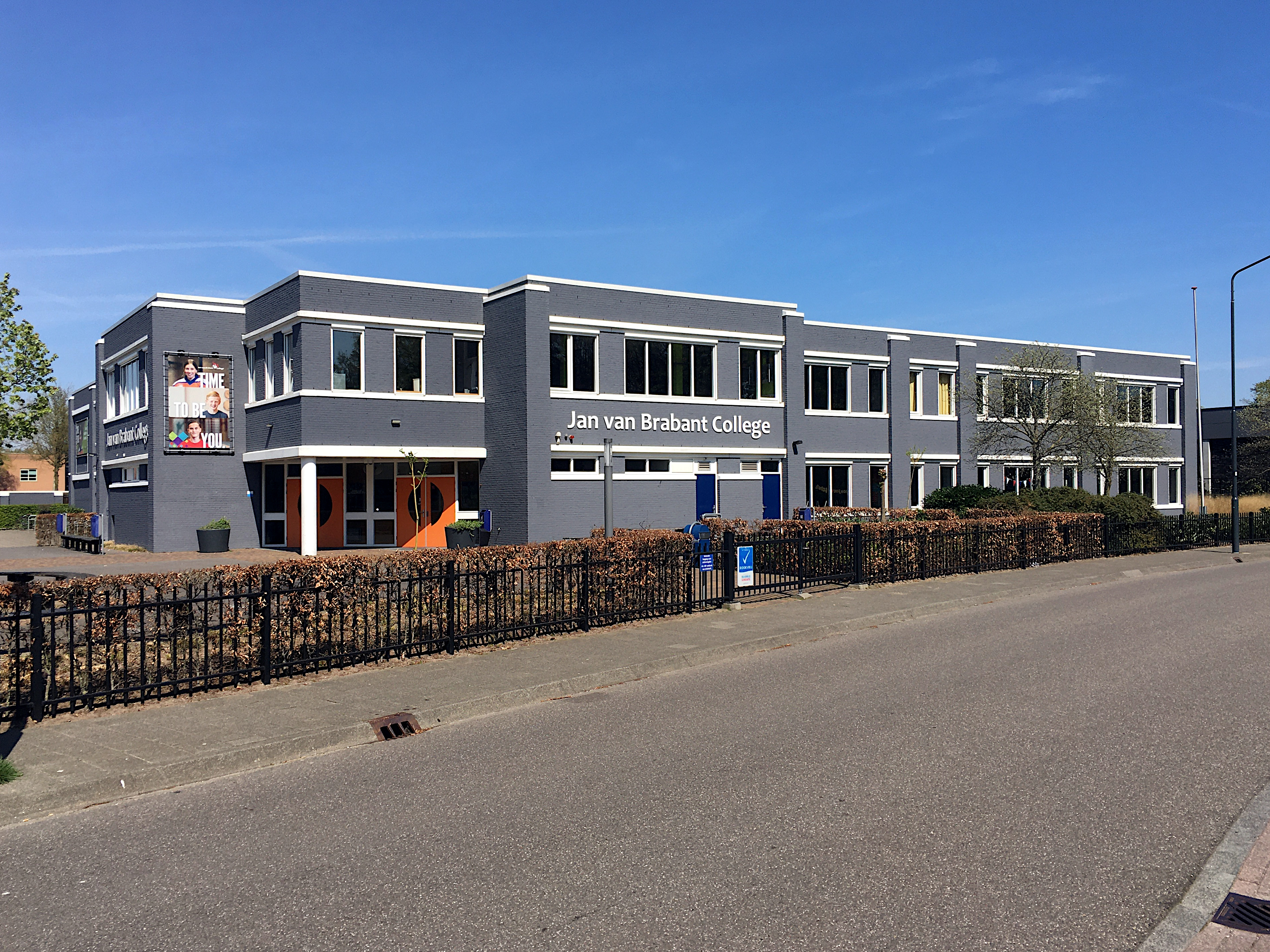
Delta vmbo

Het Jan van Brabant College is een Nederlandse middelbare school met vestigingen in de Molenstraat, Deltaweg en Gasthuisstraat in Helmond.

## Geschiedenis en beschrijving
Het Jan van Brabant College aan de Molenstraat (in de volksmond de Grote Jan of de Rijks) werd als Rijks HBS opgericht in 1866. Het was de eerste openbare middelbare school in de wijde omgeving. Later werd de instelling het Rijksatheneum Helmond en Rijksatheneum Jan van Brabant.
De vestiging Deltaweg (in de volksmond ook wel De kleine Jan) is een zelfstandige locatie voor vmbo theoretisch en gemengd, die in 1956 is gesticht als Sint Jansmavo aan de Narcissenstraat (er wordt gestart met de gemengde leerweg vanaf het schooljaar 2013-2014). Sinds 1986 is de school gevestigd aan de Deltaweg, onder de naam Jan van Berlaermavo (later G.S. Jan van Brabant, Jan van Brabant College, nu Delta vmbo). Vanwege overheidsmaatregelen moest de school fuseren met het Jan van Brabant aan de Molenstraat en gingen beide scholen als één school onder de naam Jan van Brabant College verder. Sinds 2024 heet de school aan de Deltaweg, Delta vmbo.
Op de locatie aan de Molenstraat zijn de huidige aula, bibliotheek en lerarenkamer het resultaat van de restauratie en verbouwing van de voormalige Paterskerk. In 1992 werd deze genomineerd voor de Architectuurprijs 1992 van de Gemeente Helmond. Het College was in 2010 aangemeld voor de Monumentenprijs Noord-Brabant.
Het Jan van Brabant College aan de Molenstraat heeft ca. 1100 leerlingen. De school besteed extra aandacht aan cultuur & techniek. De school biedt onderwijs op de niveaus vwo, havo en vmbo-t. Daarnaast geeft de school tweetalig onderwijs, zowel tweetalig vwo als tweetalig havo (tto), en sinds 2018 ook tweetalig mavo (tto-mavo). mavo.
Delta vmbo biedt onderwijs op vmbo-t niveau. De school heeft ongeveer 400 leerlingen.
Jan van Brabant College Gasthuisstraat is een school voor mensen van 12 tot 18 jaar die niet of nauwelijks Nederlands spreken. De school is gevestigd op Gasthuisstraat 79 te Helmond.
In de jaren zestig van de twintigste eeuw was Jan Vriends een van de docenten van de school.

### Jan van Brabant TV
Jan van Brabant TV (vaak afgekort tot JvB TV) is het YouTube-kanaal van de school. Op het kanaal worden nieuwsonderwerpen over de school geplaatst die door leerlingen zijn gemaakt en worden gepresenteerd. Daarbij krijgen ze hulp van het Scala Productiehuis.

### Marij Kruitwagen Prijs
Op de school wordt vanaf 2016 aan het eind van elk schooljaar de Marij Kruitwagen Prijs (een wisselmedaille) uitgereikt aan een brugklasser die iets opvallends heeft gedaan voor de school. De prijs is vernoemd naar een voormalig afdelingsleider van de brugklassen op het Jan van Brabant College.

### Onderwijsgroep Oost-Brabant
Sinds 2022 is het Jan van Brabant College gefuseerd met het Commanderij College en het Willibrord Gymnasium. Het nieuwe bestuur gaat verder onder de naam Onderwijsgroep Oost-Brabant.